# Metropol Aarhus
Nordisk Film Biografer Trøjborg (tidligere kaldet Metropol, Palads og oprindeligt Palads Teatret) er en biograf i Tordenskjoldsgade 21 på Trøjborg i det nordlige Aarhus. 
Biografen åbnede 26. december 1951 med premieren på filmen "Det gamle Guld". Biografen havde ved åbningen 800 pladser i én sal. I starten af 1970'erne lukkede biografen, men blev genåbnet i 1972 efter ombygning og nu med 655 pladser. Biografen blev ombygget sidst i 1970'erne til 3 sale og ombygget først i 1980'erne med yderligere 2 sale. 
Biografen ejes i dag af Nordisk Film, som overtog biografen i november 1999, navnet blev ændret i 2005 til Metropol Aarhus.